# Louise Meriwether
Louise Meriwether, née le 8 mai 1923 à Haverstraw (État de New York) et morte à New York le 10 octobre 2023, est une romancière, essayiste, journaliste et militante afro-américaine, rédactrice pour les enfants de biographies d'afro-américains historiquement importants. 
Elle est surtout connue pour son premier roman, Daddy Was a Number Runner (1970), qui s'inspire d'éléments autobiographiques sur le fait de grandir à Harlem pendant la Grande Dépression et après la Renaissance de Harlem.
Seul celui-ci a été traduit en français, sous le titre Papa courait les paris en 2023.

## Biographie

### Jeunesse et éducation
Louise Meriwether naît à Haverstraw (État de New York), de Marion Lloyd Jenkins et de sa femme Julia, qui viennent de la Caroline du Sud. Son père est peintre et maçon et sa mère travaille comme domestique. Après le krach boursier de 1929, ses parents émigrent vers le nord à la recherche de travail. Meriwether grandit à Harlem pendant la Grande Dépression, troisième et seule fille d'une fratrie de cinq enfants,.   
Louise Meriwether est diplômée de la Central Commercial High School de Manhattan. Tout en travaillant comme secrétaire, elle étudie la nuit pour obtenir une licence en anglais de l'Université de New York. Elle obtient ensuite une maîtrise en journalisme en 1965 à l'Université de Californie à Los Angeles. Elle s'installe dans cette ville avec son premier mari, Angelo Meriwether, un enseignant de Los Angeles. Bien que ce mariage, ainsi que son deuxième mariage avec Earle Howe, se solde par un divorce, elle continue à porter le nom de Meriwether.   

### Carrière
Louise Meriwether travaille comme journaliste indépendante (1961–1964) pour le Los Angeles Sentinel et, pour la première fois dans l'histoire d'Hollywood, Universal Studios l'embauche comme analyste d'histoire noire (1965–1967). Alors qu'elle vit toujours à Los Angeles, travaillant avec le Watts Writers Workshop depuis 1967, Meriwether est sollicitée pour être rédactrice en chef d'un nouveau magazine pour femmes noires appelé Essence. Elle refuse, disant qu'elle préfère écrire à l'intention de ces lectrices son article Black Man, Do You Love Me ?. Celui-ci est publié comme article de couverture pour le premier numéro du magazine en mai 1970.

### Écriture
En 1970, participant toujours au Watts Writers’ Workshop, Louise Meriwether publie son premier roman, le plus connu, Daddy Was a Number Runner (préfacé par James Baldwin). Cet ouvrage, qui utilise des éléments autobiographiques sur le fait de grandir à Harlem pendant la Grande Dépression et après la Renaissance de Harlem, est considéré un classique,. Pour reprendre les mots de Paule Marshall : « La plus grande réussite du roman réside dans le sens de la vie noire qu'il véhicule : vitalité et force derrière le désespoir. Il célèbre les valeurs positives derrière l'expérience noire : la tendresse et l'amour qui se cachent souvent sous les surfaces abrasives des relations ... l'humour qui a longtemps été une partie importante du kit de survie noir, et l'héroïsme des gens ordinaires ... un roman très important ».
Louise Meriwether fait partie d'un groupe de jeunes amis écrivains basés à New York, dont Rosa Guy et Maya Angelou. Louise décrit ainsi l'époque : « Nous avons fait la fête. Partout. Où que nous soyons, nous avons fait la fête... Ensuite, bien sûr, nous avons fait notre travail. Nous avons cru en l'amusement et à l'envie de nous amuser les uns les autres. ». Louise Meriwether commence à écrire des biographies pour les enfants sur les Afro-Américains historiquement importants, dont Robert Smalls, Daniel Hale Williams et Rosa Parks. Elle explique : « Après la publication de mon premier roman. . . J'ai tourné mon attention vers l'histoire des Noirs pour la maternelle, persuadée que l'omission délibérée des Noirs dans l'histoire américaine a été préjudiciable aux enfants des deux races. Il renforce chez l'un un sentiment d'infériorité et chez l'autre un mythe de supériorité ».  
Ses nouvelles sont publiées dans Antioch Review et Negro Digest, ainsi que dans des anthologies telles que Black-Eyed Susans and Midnight Birds: Stories by and about Black Women, Confirmation: An Anthology of African American Women, The Other Woman et Daughters of Africa,,,.
Louise Meriwether enseigne également l'écriture créative au Sarah Lawrence College et à l'Université de Houston. Elle reçoit des bourses de la National Endowment for the Arts, de la Mellon Foundation, du New York State Council on the Arts et de la Rabinowitz Foundation.

### Militantisme
Louise Meriwether est au fil des ans impliqué dans diverses causes noires. Elle participe à la fondation, avec John Henrik Clarke, du groupe anti-apartheid Black Concern (à l'origine, le Committee of Concerned Blacks),. Elle est membre de la Harlem Writers Guild (en). Elle participe avec Vantile Whitfield au comité de pilotage de la Black Anti-Defamation Association (BADA également connue sous le nom d'Association to End Defamation of Black People). Cette association est créée pour empêcher le producteur de Twentieth Century Fox, David L. Wolper, de faire un film à partir du roman de William Styron en 1967, Les Confessions de Nat Turner, dont l'interprétation de l'histoire des Afro-américains est controversée,,,. Elle est active au sein du mouvement pour la paix pendant la majeure partie de sa vie. Voici les mots qu'elle prononce lorsqu'elle est nommée récipiendaire du prix Clara Lemlich pour le militantisme social en 2011 : 
 Je suis écrivaine, mais aussi militante et pacifiste convaincue. À New York, lorsque j'avais une vingtaine d'années, j'étais présidente de section de mon syndicat, participant aux défilés du 1er mai et me faisant jeter des œufs pourris à la tête. À Los Angeles, j'ai été arrêtée lors d'un sit-in contre la société raciste John Birch et condamnée à cinq ans de probation. À Bogalusa, en Louisiane, j'ai travaillé avec le Congress of Racial Equality (CORE). De retour à New York, j'ai joué un rôle déterminant pour empêcher Mohamed Ali, alors champion du monde des poids lourds, de se battre en Afrique du Sud et de briser un boycott culturel.  À Washington, DC, j'ai été arrêtée en 2002 lors des protestations contre les politiques désastreuses de la Banque mondiale et du FMI. De retour à New York, j'ai participé à plusieurs forums pour briser le silence sur le viol endémique au Congo et les multinationales et les pays impliqués. L'année dernière, j'ai aidé à mettre en place un forum à Riverside Church sur le désarmement nucléaire. Labor Arts, Prix Clara Lemlich 2011. 
Louise Meriwether est membre du conseil d'administration de l'Organization of Women Writers of Africa, Inc. (OWWA), une ONG cofondée en 1991 par Jayne Cortez et Ama Ata Aidoo « dans le but d'établir des liens entre des écrivaines professionnelles africaines »,.

## Publications
- (en) Daddy Was a Number Runner, CUNY, The Feminist Press, 2002 (1re éd. 1970), 240 p. (ISBN 1558614427, présentation en ligne)
- (en) The Freedom Ship of Robert Smalls, Prentice Hall, 1971, 32 p. (ISBN 0133310825, présentation en ligne)
- (en) The Heart Man: Dr. Daniel Hale Williams  (ill. Floyd Sowell), Prentice Hall, 1972, 32 p. (ISBN 0133852296, présentation en ligne)
- (en) Don't Ride the Bus on Monday: The Rosa Parks Story  (ill. David Scott Brown), Prentice Hall, 1973, 32 p. (ISBN 0132187507, présentation en ligne)
- (en) Francie's Harlem, Amsterdam, Furie Literair, 1988, 205 p. (ISBN 9071035239)
- (en) Fragments of the Ark, Atria Books, 1994, 352 p. (ISBN 0671799479, présentation en ligne)
- (en) Shadow Dancing, One World/Ballantine, 2000, 304 p. (ISBN 0345425952, présentation en ligne)

## Traduction en français
- Papa courait les paris  (trad. Romaric Vinet-Kammerer), éditions Philippe Rey, 2023, 240 p. (ISBN 9782--38482-000-9)

## Honneurs et distinctions
- 2001 : Prix Lifetime Achievement de la Black Writers Alliance (anciennement l'African American Online Writers Guild) Gold Pen Awards[28].
- 2016, 8 mai, le 93e anniversaire de Meriwether est déclaré Louise Meriwether Appreciation Day par le président de l'arrondissement de Manhattan, Gale Brewer[29].
- 2016, 1er juin, le prix Louise Meriwether First Book est lancé pour célébrer ses travaux et perpétuer son héritage[30]. Il est lancé par la Feminist Press, en partenariat avec TAYO Literary Magazine, conformément aux missions des deux organisations d'amplifier les voix réduites au silence. Le concours est « à la recherche des meilleurs premiers livres de femmes et d'écrivains non binaires de couleur »[31].
- 2016, août, Lifetime Achievement - American Book Awards (Before Columbus Foundation)[31],[32] .